# 齊藤美絵
齊藤 美絵（さいとう みえ、1981年7月30日 - ）は、大分県出身のラジオパーソナリティ、ナレーター。FM BIRD所属。 

## 経歴
大分県立大分上野丘高等学校出身。慶應義塾大学総合政策学部在学中、MUSIC BIRDで番組制作・出演、テレビ東京RRRなどでデビュー。
現在はラジオのほか、TVナレーション、イベントMC、インタビュアー、コラム連載など幅広く活動中。
食・料理関係に強い。フードマエストロ、ベジタブル＆フルーツジュニアマイスター。
日本フラワーデザイナー協会講師でもある。

## 過去の出演番組

### ラジオ
- TOKYO FM
  - アポロン
  - 東急不動産 BRANZ Heart Memory（土12:30～12:55）
  - HITS OF THE WORLD
  - KIRIN BEER "Good Luck" LIVE

- Fm yokohama
  - WE LOVE SHONAN～Our native Shore～（日13:00～17:45）
  - with an anniversary

- エフエム富士
  - POWER STUDIO FROM FUJI

- JFN
  - Wonderful Go!Go!
  - LOVE WINE

- InterFM
  - Air Calin presents Siesta a la Plage

- 駅のコンビニNEWDAYS店内放送

### テレビ
- FOX BS238 
  - ドラマ番宣

- NHK Eテレ
  - きれいの魔法

- 日本テレビ
  - 全力！Tunes

- BS朝日
  - プレシャス&コンシャス
  - ハリオ カフェ探訪